# Julian Matasow
Julian Matasow vel Ilja Matasow (ur. 19 lipca 1898, zm. 12 grudnia 1937 we Lwowie) – starszy sierżant Wojska Polskiego, kawaler Orderu Virtuti Militari.

## Życiorys
W czasie wojny z bolszewikami walczył w szeregach 14 Pułku Ułanów Jazłowieckich.
Zmarł 12 grudnia 1937 w 6 Szpitalu Okręgowym we Lwowie. Trzy dni później został pochowany na tamtejszym cmentarzu .

## Ordery i odznaczenia
- Krzyż Srebrny Orderu Wojskowego Virtuti Militari nr 2540 (1921)[1][3]
- Krzyż Walecznych „za czyny męstwa i odwagi wykazane w bojach toczonych w latach 1918-1921” – trzykrotnie
- Medal Pamiątkowy za Wojnę 1918–1921 „Polska Swemu Obrońcy”
- Medal Dziesięciolecia Odzyskanej Niepodległości[2]